# USS Eugene (PF-40)
La USS Eugene (PF-40) fue una fragata de patrulla de la clase Tacoma en servicio de 1944 a 1946; transferida a la marina de guerra de Cuba como José Martí (F-301) permaneciendo en servicio de 1947 a 1976.

## Construcción e historia de servicio
Fue su constructor el Consolidated Steel Corporation (Los Ángeles, California). Fue colocada su quilla en junio de 1943; botado su casco en julio del mismo año; y asignada en enero de 1944. De 1944 a 1947 la fragata USS Eugene sirvió en Filipinas y Nueva Guinea, ganando dos estrellas de batalla.
Transferida a la marina de guerra de Cuba, cambió su nombre a José Martí, en honor al héroe de la guerra de Independencia de Cuba. La fragata sirvió de 1947 a 1976, pasando a retiro.